# Language Sciences
Das Language Sciences (Lang. Sci.) ist ein internationales, bei Elsevier in den Niederlanden seit 1979 zweimonatlich erscheinendes Fachperiodikum aus dem Fachbereich der (insbesondere transdisziplinären und interaktionalen) Linguistik. Es wurde mit der Anspruchshaltung begründet, das vordergründigste Forum für die transdisziplinäre Erforschung von sprachlichem Verhalten zu werden, und beabsichtigt also die Zusammenführung von Kognitionswissenschaften, Kulturwissenschaften, Anthropologie, Biosemiotik, Philosophie, Psychologie, Soziologie und Ökologie vor einem linguistischen Gesichtspunkt. Die aktuelle Redaktion priorisiert empirische Arbeiten mit dem Potential, etablierte Theorien und Methoden aus dem Bereich der Linguistik und ihren Subdisziplinen zu hinterfragen. Derzeitiger Chefredakteur ist Sune Vork Steffensen von der Syddansk Universitet in Odense.